# Bill Frist
Bill Frist, właśc. William Harrison Frist (ur. 22 lutego 1952 w Nashville w stanie Tennessee) – amerykański polityk, były senator ze stanu Tennessee (1995–2007), członek Partii Republikańskiej.
Z zawodu kardiochirurg. W 1991 roku operował podpułkownika Davida Petraeusa rannego w klatkę piersiową podczas ćwiczeń z ostrą amunicją w Fort Campbell. Wybrany do Senatu w 1994 i ponownie w 2000. 23 grudnia 2002 został wybrany na przewodniczącego republikańskich senatorów, po rezygnacji Trenta Lotta; od początku 2003 pełnił funkcję przewodniczącego większości (ang. Majority Leader) w amerykańskim Senacie.
Nie ubiegał się o ponowny wybór do Senatu w 2006. Jego miejsce w Senacie zajął także republikanin Bob Corker.
Wymieniany często jako potencjalny kandydat na urząd prezydenta w wyborach w 2008 (według wielu miałby duże szanse na uzyskanie nominacji), wyraźnie stwierdził, iż nie będzie się o nią ubiegał, czym zaskoczył amerykańską scenę polityczną i wróci do zawodu lekarza.